# Dogărești
Dogărești falu Romániában, Erdélyben, Fehér megyében. Közigazgatásilag Bucsony községhez tartozik.

## Fekvése
Bucsum-Szát közelében fekvő település.

## Története
Dogăreşti korábban Bucsum-Szát része volt, 1956 körül vált külön 34 lakossal. 1966-ban 64, 1977-ben 31, 1992-ben 21, 2002-ben 15 román lakosa volt.